# Tour of the Tormentors
Tour of the Tormentors var navnet på den britiske sanger og sangskriver Morrisseys turné fra 13. marts 2006 til 3. februar 2007. På turnéen optrådte Morrissey på Roskilde Festivalen; det var fjerde gang han spillede i Danmark.

## Turnéoversigt
- Tour Of The Tormentors 2006-2007
- American warm-up dates [13-16 March]
- Europæisk del [d. 1-16 april]
- Britisk del [d. 18 april – 28 maj]
- Festival datoer [d. 2 juni – 25 august]
- Mexico/Chicago/Europa [d. 14 nov. – 23 dec.]
- Pasadena, USA [d. 1-3 feb. 2007]